# Серов, Марк Вячеславович
Марк Вячеславович Серов (род. 23 мая 1974 года) — российский космонавт-испытатель. Опыта космических полётов не имеет. Инженер РКК «Энергия», принимал участие в разработке космического корабля «Федерация». Участник 10-суточного эксперимента «SIRIUS-17» по наземному моделированию полёта к Луне. Супруг космонавта-испытателя Елены Серовой.

## Биография
Родился 23 мая 1974 года в городе Пенза-19 (ныне город Заречный) Пензенской области. После окончания средней школы № 1 в городе Верхний Уфалей Челябинской области поступил в Казанский авиационный институт, но после третьего курса перевёлся в Московский авиационный институт. В 1998 году окончил авиакосмический факультет МАИ и был принят на работу инженером 106-го отдела РКК «Энергия». К моменту зачисления в отряд космонавтов работал в ЦУПе в должности специалиста по планированию главной оперативной группы управления.

### Космическая подготовка
Принимал участие в наборе 2003 года в отряд космонавтов РКК «Энергия» (15-й набор). В декабре 2002 года прошёл медицинскую комиссию и в январе 2003 года успешно сдал технические экзамены на предприятии. 29 мая 2003 года на заседании Межведомственной комиссии по отбору космонавтов был зачислен в отряд космонавтов для прохождения общекосмической подготовки. С июня 2003 по июнь 2005 года проходил курс общекосмической подготовки, госэкзамены в ЦПК имени Ю. А. Гагарина сдал с оценкой «отлично». 5 июля 2005 года ему была присвоена квалификация «космонавт-испытатель».
В 2005—2010 годах проходил подготовку в группе космонавтов по программе полётов на Международную космическую станцию, но к подготовке в составе экипажей не привлекался. 9 ноября 2010 года решением медицинской комиссии был признан негодным к специальным тренировкам. 28 января 2011 года освобождён от должности космонавта-испытателя.

### Профессиональная деятельность, участие в экспериментах
С 2011 года работал начальником сектора испытателей лётно-испытательного отдела (входящего в Лётно-космический центр — ЛКЦ), космонавтом-испытателем РКК «Энергия». В январе 2012 года был членом конкурсной комиссии по отбору кандидатов в космонавты открытого набора 2012 года. Работал заместителем начальника и начальником 291-го отдела РКК «Энергия». Участвовал в разработке космического корабля «Федерация», руководил группой, занимающейся эргономикой нового корабля.
13 октября 2017 года был утверждён членом основного экипажа изоляционного эксперимента по наземному моделированию полёта к Луне «SIRIUS-17». 3 ноября 2017 года решением мандатной комиссии назначен командиром экипажа. С 7 по 17 ноября 2017 года принимал участие в изоляционном эксперименте «SIRIUS-17». В апреле 2018 года принимал участие в Институте медико-биологических проблем РАН в пятидневном эксперименте сухой иммерсии.
По состоянию на июнь 2018 года был заместителем руководителя Научно-технического центра — начальник отдела РКК «Энергия». 19 февраля 2019 года перешёл на работу в компанию S7 Space (вместе с другими пятью сотрудниками РКК «Энергия», участвовавшими в разработке космического корабля «Федерация»).
Вновь вернулся на работу в РКК «Энергия» на должность главного специалиста лётно-испытательного отдела РКК «Энергия».

## Семья
- Отец — Серов Вячеслав Саидович, инженер, более 30 лет работал главным технологом на заводе дорожных машин, на пенсии преподавал в школе.
- Мать — Серова Любовь Александровна, работала начальником Управления культуры округа.
- Сестра — Елена.
- Жена — Серова, Елена Олеговна, род.22.04.1976, космонавт-испытатель отряда ФГБУ НИИ ЦПК.
- Дочь — Елена, род. 23.01.2003[9].

Марк Серов профессионально занимается каратэ, имеет третий дан.